# Paolo Nutini
Paolo Giovanni Nutini (9. siječnja 1987.), škotski je pjevač talijanskog porijekla. Očeva obitelj preselila se u Škotsku početkom dvadesetog stoljeća iz Toskane zadržavši tradiciju davanja talijanskih imena djeci, dok je Paolova majka rođena u Glasgowu.
Potpisao je ugovor s diskografskom kućom Atlantic Records nekoliko tjedana nakon osamnaestog rođendana, a prvi izdani album nazvan je These Streets. Sadržavao je singlove „New Shoes“, „Jenny Don't Be Hasty“, „Rewind“ i najuspješniji „Last Request“, koji se popeo do petog mjesta britanskih glazbenih ljestvica. Album je ostvario četverostruku platinastu nakladu 11. lipnja 2010. godine.
Drugi studijski album, Sunny Side Up, izdan je u svibnju 2009. Nedugo nakon izlaska na tržište dospijeva na prvo mjesto ljestvice „UK Albums Chart“ te ostvaruje četverostruku platinastu nakladu. Osim jednakog uspjeha, s prethodnim ostvarenjem podudara se i izdavanje četiriju singlova: „Candy“, „Coming Up Easy“, „Pencil Full of Lead“ i „10/10“ („Ten Out of Ten“). Album je proglašen najboljim međunarodnim izdanjem na godišnjoj dodjeli „Meteor Awards“, a istu čast prima i na dodjeli nagrada Ivora Novella.

## Biografija
Paolo Giovanni Nutini rođen je u škotskom Paisleyu, gradiću pored Glasgowa, 9. siječnja 1987. godine u talijansko-škotskoj obitelji. Na bavljenje glazbom potaknuo ga je djed Giovanni, iako su otac Alfredo i majka Linda prvotno predodredili Paola za nastavljanje obiteljskog obrta vezanog uz prodaju karakterističnog britanskog jela „fish and chips“ (riba i krumpirići). Poslije nekoliko odrađenih snimki u mjesnom studiju, petnaestogodišnjeg Paola primjećuje David Sneddon i ugovara mu kratki ali uspješni nastup. Dvije godine kasnije, Nutini prihvaća ponuđeni ugovor i seli u London, iako je potpis stavila majka Linda tvrdeći kako je njen sin premlad za bilo kakav ugovor. Šest mjeseci nakon dolaska u britansku prijestolnicu, Paolo dolazi pod okrilje kuće Atlantic Records i počinje rad na prvom albumu nastupajući istovremeno u omanjim mjesnim klubovima.

### These Streets
U svibnju 2006. na tržište izlazi prvi Paolov singl, „These Streets“, namijenjen besplatnom skidanju s Interneta, a dva mjeseca poslije penje se do petog mjesta u Ujedinjenom Kraljevstvu uspješnicom „Last Request“. Preostale dvije pjesme također prolaze dobro na ljestvicama; „Jenny Don't Be Hasty“ popela se do 20., a „Rewind“ do 27. mjesta. Album u cijelosti izdan je 17. srpnja 2006. i munjevito dospijeva na treće mjesto u Ujedinjenom Kraljevstvu te se zadržava rekordnih 150 tjedana pri vrhu. Kritičari su albumu dali ocjene u rasponu od osrednjih do vrlo dobrih, držeći ga solidnim debitantskim ostvarenjem. Uskoro kreće na prvu turneju nastupajući po Njemačkoj, zemljama Beneluxa i Ujedinjenog Kraljevstva, a krajem siječnja 2007. održava svoje prve koncerte u SAD-u te Kanadi.

### Sunny Side Up
Izlazak drugog studijskog albuma najavljen je objavljivanjem singla „Candy“ 25. lipnja 2009., a točno tjedan dana kasnije izdan je Sunny Side Up, album koji dospijeva na prvo mjesto britanskih i irskih ljestvica uz još nekolicinu zapaženih rezultata na preostalim europskim ljestvicama. Ubrzo slijede nastupi u emisijama Jonathana Rossa i Conana O'Briena, gdje uživo izvodi tek izdane singlove „Pencil Full of Lead“ i „Coming Up Easy“.
Instrumente na albumu svira Paolov prateći sastav s kojim nastupa diljem svijeta, The Vipers. Sunny Side Up mješavina je raznih glazbenih pravaca koji zvuče „kao ekscentrične uspješnice zalutale iz sedamdesetih“, odnosno „predstavljaju značajni [Nutinijev] iskorak u mnogim glazbenim žanrovima“. Graeme Thomson, glazbeni kritičar za list The Guardian, manje je impresioniran drugim Paolovim uratkom tvrdeći kako se „bezuspješno pokušava predstaviti kao mješavina Boba Marleya, Otisa Reddinga i Johna Martyna“. Ipak, Nutini je ostvario još jednu četverostruku platinastu nakladu i osvojio brojne nagrade, među kojim se ističe ona za najbolji album godine uručena od strane Colina Farrella na dodjeli „Meteor Awards“.

## Privatni život
Uz majku Lindu i oca Alfreda, Paolo ima i četiri godine mlađu sestru Francescu. Pjesme „Last Request“ i „Rewind“ posvetio je svojoj dugogodišnjoj curi Teri Brogan, a pjesmu „Autumn“ svom preminulom djedu Giovanniju.

## Vanjske poveznice
- Službena stranica